# X Factor Albania
X Factor Albania är den albanska versionen av The X Factor, baserat på den ursprungliga brittiska upplagan som går ut på att hitta nya sångartalanger.
Den första säsongen av X Factor Albania startade den 8 januari 2012 på TV Klan och finalen hölls den 10 juni samma år. Säsongen bestod av fyra domare/coacher: den kosovoalbanska sångerskan Vesa Luma , Albaniens representant i Eurovision Song Contest 2010, Juliana Pasha, den framgångsrike sångaren Alban Skënderaj och den kända kompositören Pandi Laço. Programledare är Alketa Vejsiu, som ville ha rättigheterna till programmet tillsammans med Top Channel och TV Klan vilket Syco TV gav henne rätten till varpå hon sålde TV-rättigheterna till TV Klan. Efter att ha förlorat rättigheterna till X Factor fick Top Channel i stället rättigheterna till The Voice of Albania.
Programmets deltagare delas in i fyra kategorier: män mellan 15 och 23 år, kvinnor mellan 15 och 23 år, personer över 23 år samt grupper/band. Programmet inleddes med att Auditions ägde rum. De städer där auditions hölls med en närvarande jury var i Tirana, Vlora, Elbasani, Shkodra och i Kosovos huvudstad Pristina. Totalt rapporterades över 7000 personer ha sökt till programmets auditions vilket innebar ett nytt rekord i hela Albanien och Kosovo. Slutsegrare efter den första säsongen blev Sheila Haxhiraj som coachades av Juliana Pasha.
Inför den andra säsongen, som hade premiär den 28 oktober 2012 på TV Klan, hade två av juryns fyra medlemmar bytts ut. Juliana Pasha och Vesa Luma ersattes av Tuna och Soni Malaj. Den andra säsongen vanns, likt den första, av en kvinna då Arilena Ara vann tävlingen.

## Domare och artister
I varje säsong tilldelas varje jurymedlem en kategori att vara coach för och väljer tre akter som skall få gå vidare till de direktsända programmen. Denna tabell visa vilken kategori varje jurymedlem tilldelades och vilka akter han eller hon lät fortsätta till de direktsända programmen.
     – Vinnande domare/kategori. Vinnare står i fetstil.
| Säsong | Pandi Laço                                                                     | Vesa Luma                                                                       | Juliana Pasha                                                          | Alban Skënderaj                                                      |
| ------ | ------------------------------------------------------------------------------ | ------------------------------------------------------------------------------- | ---------------------------------------------------------------------- | -------------------------------------------------------------------- |
| Ett    | Grupper Classic Boys X Group Focus Red Roses                                   | Över 23 Lirije Rashiti Besa Breca Gerald Zyfi Matilda Shushari                  | Tjejer Sheila Haxhiraj Xhesika Polo Festina Mejzini Savjana Vjerdha    | Killar Kristo Thano Anxhelo Miho Amarildo Shahinaj Arianit Bellopoja |
| Säsong | Pandi Laço                                                                     | Tuna                                                                            | Soni Malaj                                                             | Alban Skënderaj                                                      |
| Två    | Blandade åldrar Kanita Suma Egzona Ademi Suela Malasi Ina Torba Rezart Saliasi | Tjejer Arilena Ara Antonela Çekixhi Elisa Salla Xhina Kelmendi Shkelqesa Sadiku | Killar Aldo Bardhi Petro Xhori Sardi Strugaj Herri Beluli              | Grupper Natyral KSAL Soul Sisters Foxy Ladies                        |
| Tre    | Tjejer Enxhi Nasufi Laura Kërliu Arissa Rexho Kristina Leka                    | Killar Ergi Dini Leotrim Zejnullahu Amadeo Gjura Ademir Fresku                  | Grupper Exception Free Spirit Nimfat Dream Girls                       | Över 23 Senad Rrahmani Sarah Memmola Mia Morina Fatmir Durmishi      |
| Säsong | Pandi Laço                                                                     | Miriam Cani                                                                     | Bleona Qereti                                                          | Alban Skënderaj                                                      |
| Fyra   | Grupper Brunetts X Roads Mama Pop Double F                                     | Tjejer Edea Demaliaj Floriana Rexhepi Lediana Matoshi Mirela Boka               | Killar Genti Deda Dilan Reka Matteo Brento Igli Zarka Gerald Celibashi | Över 23 Manuel Moscati Alice Ylenia Iorio Adela Curra                |

## Säsong 1 (2012)

### Säsongssummering
"Killar (15-23)"

     "Tjejer (15-23)"

     "Över 23"

     "Grupper"
| Säsong | Sändningsdatum                | Vinnare         | Tvåa         | Trea         | Värd          | Domare                                             | Vinnande coach |
| ------ | ----------------------------- | --------------- | ------------ | ------------ | ------------- | -------------------------------------------------- | -------------- |
| Ett    | 8 januari 2012 – 10 juni 2012 | Sheila Haxhiraj | Kristo Thano | Xhesika Polo | Alketa Vejsiu | Juliana Pasha Pandi Laço Vesa Luma Alban Skënderaj | Juliana Pasha  |

## Säsong 2 (2012-2013)
En andra säsong av programmet hade premiär söndagen den 28 oktober 2012 på TV Klan. Alketa Vejsiu var programledare medan juryn bestod av Soni Malaj, Alban Skënderaj, Tuna och Pandi Laço.

### Säsongssummering
"Killar (15-23)"

     "Tjejer (15-23)"

     "Blandade åldrar"

     "Grupper"
| Säsong | Sändningsdatum                 | Vinnare     | Tvåa        | Trea    | Värd          | Domare                                     | Vinnande coach |
| ------ | ------------------------------ | ----------- | ----------- | ------- | ------------- | ------------------------------------------ | -------------- |
| Två    | 28 oktober 2012 – 31 mars 2013 | Arilena Ara | Aldo Bardhi | Natyral | Alketa Vejsiu | Soni Malaj Pandi Laço Tuna Alban Skënderaj | Tuna           |

## Säsong 3 (2013-2014)
Programmets tredje säsong hade premiär 15 september 2013 på TV Klan. Alketa Vejsiu var programledare medan juryn bestod av Soni Malaj, Alban Skënderaj, Tuna och Pandi Laço. Finalen hölls i februari 2014 och vanns för första gången av en manlig deltagare, Ergi Dini. För andra året i rad blev Tuna vinnande coach medan både tvåan och trean var delar av Alban Skënderajs lag.

### Säsongssummering
"Killar (15-23)"

     "Tjejer (15-23)"

     "Över 23"

     "Grupper"
| Säsong | Sändningsdatum                       | Vinnare   | Tvåa           | Trea          | Värd          | Domare                                     | Vinnande coach |
| ------ | ------------------------------------ | --------- | -------------- | ------------- | ------------- | ------------------------------------------ | -------------- |
| Tre    | 15 september 2013 – 23 februari 2014 | Ergi Dini | Senad Rrahmani | Sarah Memmola | Alketa Vejsiu | Soni Malaj Pandi Laço Tuna Alban Skënderaj | Tuna           |

## Säsong 4 (2015)
Programmets fjärde säsong inleddes 5 januari 2015 och avslutades med final 1 juni 2015. Inför säsongen slutade Soni Malaj och Tuna som coacher i programmet och de ersattes av Miriam Cani som kom från The Voice of Albania samt Bleona Qereti. Likt samtliga säsonger hittills var Alketa Vejsiu programledare. Vinnare av säsongen blev Edea Demaliaj som vann finalen över Genti Deda. Demaliaj blev därmed tävlingens tredje kvinnliga vinnare. Vinnande coach blev Miriam Cani.

### Säsongssummering
"Killar (15-23)"

     "Tjejer (15-23)"

     "Över 23"

     "Grupper"
| Säsong | Sändningsdatum               | Vinnare       | Tvåa       | Trea       | Värd          | Domare                                               | Vinnande coach |
| ------ | ---------------------------- | ------------- | ---------- | ---------- | ------------- | ---------------------------------------------------- | -------------- |
| Fyra   | 5 januari 2015 – 1 juni 2015 | Edea Demaliaj | Genti Deda | Dilan Reka | Alketa Vejsiu | Miriam Cani Pandi Laço Bleona Qereti Alban Skënderaj | Miriam Cani    |

### Fotnoter
1. ↑  Vesa Luma pjesë e jurisë në X Factor Telegrafi.com
2. ↑  Alketa sjell “X Factor” në Shqipëri Arkiverad 24 september 2015 hämtat från the Wayback Machine. Telegrafi.com
3. 1 2 3  ”X Factor Albania 2” (på albanska). TV Klan. Arkiverad från originalet den 18 januari 2013. https://web.archive.org/web/20130118210804/http://www.tvklan.al/on_air.php?id=77.